# 1909 en musique classique
| \| • Retour à la chronologie générale de la musique classique • \| |
| Grèce • Rome • Haut Moyen Âge • VIIIe siècle • IXe siècle • Xe siècle • XIe siècle XIIe siècle • XIIIe siècle • XIVe siècle • XVe siècle • XVIe siècle • XVIIe siècle XVIIIe siècle • XIXe siècle • XXe siècle • XXIe siècle |
| • Retour à la chronologie générale de la musique classique • |

| Années en musique classique : 1906 - 1907 - 1908 - 1909 - 1910 - 1911 - 1912    |
| Décennies en musique classique : 1870 - 1880 - 1890 - 1900 - 1910 - 1920 - 1930 |

## Événements

### Créations
- 9 janvier : Gaspard de la nuit de Maurice Ravel, créé par Ricardo Viñes (piano).
- 13 janvier : Monna Vanna, drame lyrique d'Henry Février, créé à l'Opéra Garnier (Paris).
- 25 janvier : Elektra, opéra de Richard Strauss, créé au Semperoper de Dresde.
- 3 avril : la Symphonie no 2 dite Ouessant, de Charles Tournemire, créée à Paris.
- 10 avril : la Symphonie no 2, de Mili Balakirev, créée à Saint-Pétersbourg.
- 1er mai : L'Île des morts, poème symphonique de Sergueï Rachmaninov, créé à Moscou.
- 5 mai : Bacchus, opéra de Jules Massenet, créé à l'Opéra Garnier (Paris).
- 7 octobre : Le Coq d'or, opéra de Nikolaï Rimski-Korsakov, créé au théâtre Solodovnikov de Moscou sous la direction d'Emil Cooper.
- 22 octobre : La Suite de concert pour violon et orchestre de Sergueï Taneïev, créée à Moscou par Boris Sibor.
- 12 novembre : Le Comte de Luxembourg, opérette de Franz Lehár, créée au Theater an der Wien.
- 17 novembre : L'Or du Rhin, de Richard Wagner à l'opéra de Paris.
- 4 décembre : Il segreto di Susanna, d'Ermanno Wolf-Ferrari, créé au théâtre de la Cour de Munich.

Date indéterminée
- Quatuor pour cordes et piano no 1 en ré majeur de Georges Enesco.
- Żelazowa Wola op. 37,  poème symphonique composé par Sergueï Liapounov.
- Symphonie no 9 de Gustav Mahler (création en 1912).
- Cinq pièces pour orchestre (musique atonale), d’Arnold Schönberg, qui publie un Traité d’harmonie.
  - Cette année marque sans doute une des grandes révolutions de la musique occidentale, avec les premières pages résolument affranchies du système tonal : les pièces opus 11 de Schönberg, pour le piano. Pour la première fois, un compositeur de musique savante d'Occident renonce à une hiérarchie des sons ainsi qu'aux lois des rapports mathématiques entre les vibrations qui font préférer, dans la plupart des cultures et au-delà des époques, les octaves et les quintes aux septièmes ou aux secondes, et plus encore aux tritons, aux clusters et autres agrégats. Cependant, le système des sons est préservé : toute innovante qu'elle soit, la musique atonale n'en utilise pas moins les éléments du vocabulaire du passé : les 12 sons du système bien tempéré…
- L'Oiseau de feu d’Igor Stravinsky, écrit pour les Ballets russes de Serge de Diaghilev.

### Autres
- 18 mai au 18 juin : première saison des Ballets russes au Théâtre du Châtelet à Paris.
- Création en France de la Société musicale indépendante.

## Naissances

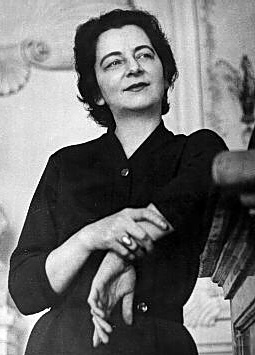
Grażyna Bacewicz

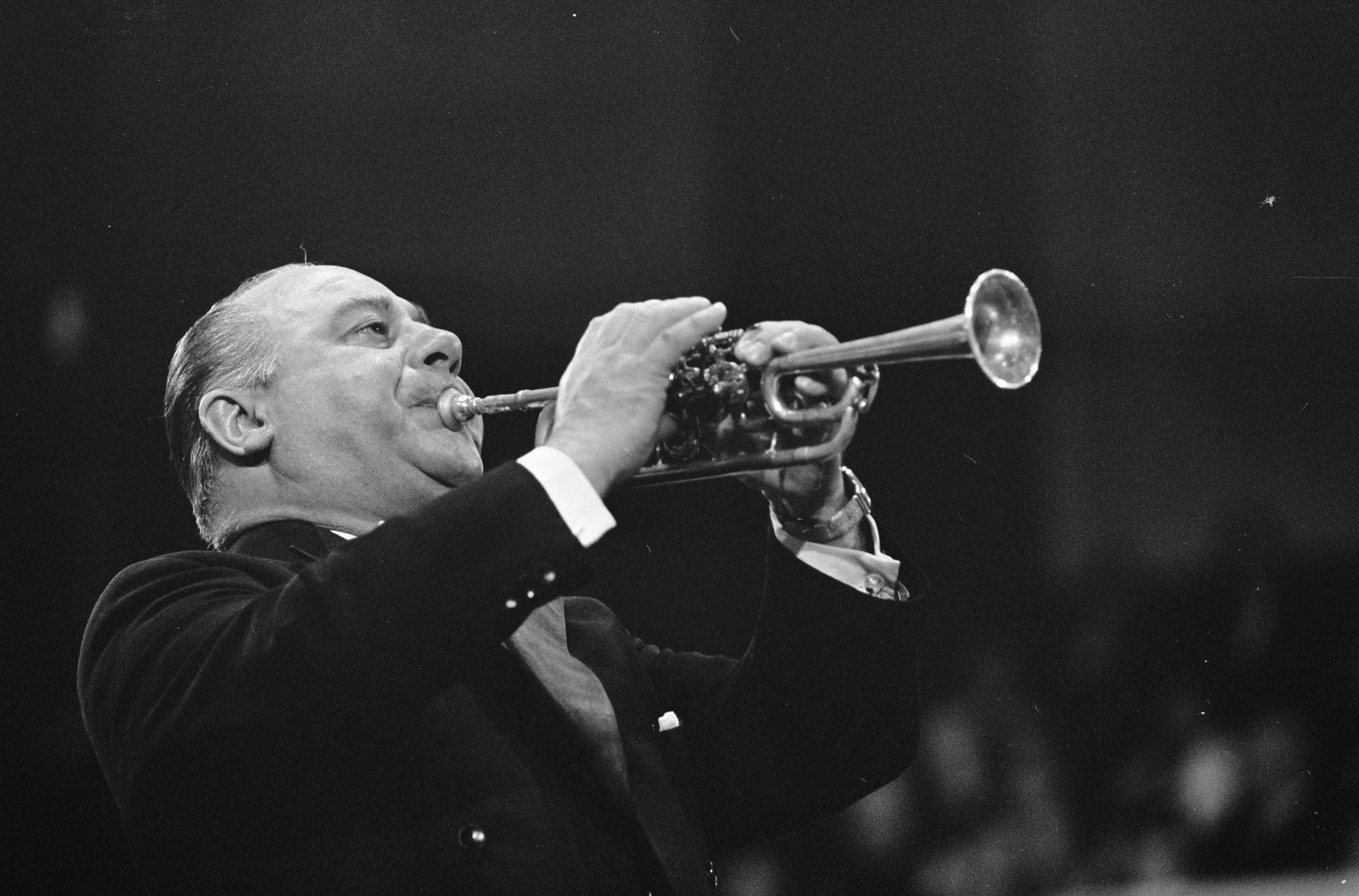
Adolf Scherbaum

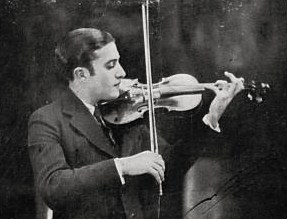
Marcel Stern

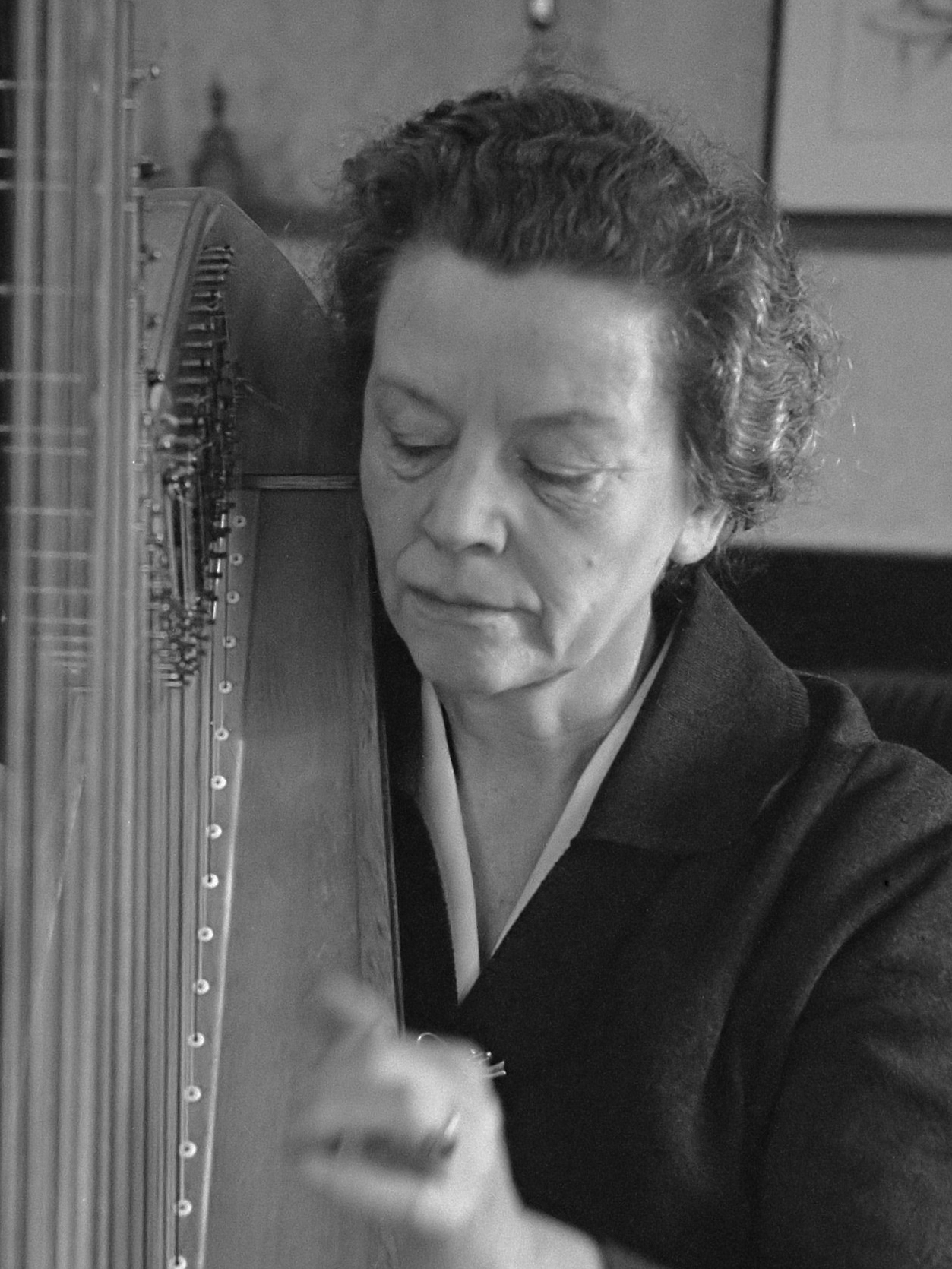
Phia Berghout

- 15 janvier : Elie Siegmeister, compositeur américain, professeur de musique et chef d'orchestre († 10 mars 1991).
- 19 janvier : Hans Hotter, baryton-basse allemand, chanteur d'opéras et de lieder († 6 décembre 2003).
- 4 février : André Vacellier, clarinettiste classique français († 29 décembre 1994).
- 5 février : Grażyna Bacewicz, compositrice et violoniste polonaise († 17 janvier 1969).
- 11 février : Lélia Gousseau, pianiste et pédagogue française († 14 février 1997).
- 13 février : Antoinette Vischer, claveciniste et mécène suisse († 28 décembre 1973).
- 22 février : Angelo Francesco Lavagnino, compositeur et violoniste italien († 21 août 1987).
- 28 février : Pavel Serebriakov, pianiste et professeur russe († 17 août 1977).
- 4 mars : Michael Schneider, organiste et chef de chœur allemand († 26 novembre 1994).
- 7 mars : Youri Yankelevitch, violoniste et professeur de musique soviétique († 22 septembre 1973).
- 25 avril : Jaroslav Doubrava, compositeur, peintre et pédagogue tchèque († 2 octobre 1960).
- 20 mai : Erich Kunz, baryton autrichien († 8 septembre 1995).
- 21 mai : Giulio Neri, basse italienne († 21 avril 1958).
- 30 mai : Benny Goodman, clarinettiste et chef d'orchestre de jazz américain († 13 juin 1986).
- 2 juin : Robin Orr, organiste, professeur de musique et compositeur écossais († 9 avril 2006).
- 16 juin : Willi Boskovsky, violoniste et chef d'orchestre autrichien († 21 avril 1991).
- 24 juin : Milton Katims, altiste et chef d'orchestre américain († 27 février 2006).
- 30 juin : Bruno Lukk, pianiste et pédagogue estonien († 31 mai 1991).
- 17 juillet : Ignace Strasfogel, compositeur et chef d'orchestre polonais († 6 février 1994).
- 22 juillet : 
  - Licia Albanese, soprano italo-américaine († 15 août 2014).
  - Bernard Schulé, compositeur suisse († 1er novembre 1996).
- 27 juillet : Gianandrea Gavazzeni, chef d'orchestre, musicologue et compositeur italien († 5 février 1996).
- 29 juillet : Gueorgui Mouchel, compositeur russe († 25 décembre 1989).
- 11 août : Gaston Litaize, organiste et compositeur français († 5 août 1991).
- 23 août : Adolf Scherbaum, trompettiste autrichien naturalisé allemand († 2 août 2000).
- 25 septembre : Raya Garbousova, violoncelliste américaine née russe († 28 janvier 1997).
- 4 octobre : Marcel Stern, compositeur et violoniste français († 2 août 1989).
- 5 octobre : Otto Ackermann, chef d'orchestre né en Roumanie, naturalisé suisse († 9 mars 1960).
- 7 octobre : Shura Cherkassky, pianiste américain né russe († 27 décembre 1995).
- 14 octobre : Kalervo Tuukkanen, chef d'orchestre et compositeur finlandais († 12 juillet 1979).
- 20 octobre : Monique Haas, pianiste française († 9 juin 1987).
- 7 novembre : Anatoli Komarovski, musicien et compositeur russe († 23 juin 1955).
- 10 novembre : Jacques-Henry Rys, chef d'orchestre et compositeur français († 22 mars 1960).
- 29 novembre : Hans Gillesberger, chef de chœur autrichien († 4 mars 1986).
- 10 décembre : 
  - Georg Ludwig Jochum, chef d'orchestre allemand († 1er novembre 1970).
  - Otakar Kraus, baryton tchèque naturalisé britannique († 28 juillet 1980).
- 14 décembre : Phia Berghout, harpiste néerlandaise († 22 mars 1993).
- 20 décembre : Vagn Holmboe, compositeur danois († 1er septembre 1996).

## Décès

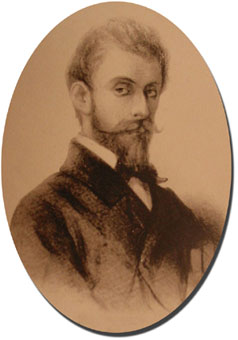
Ernest Reyer

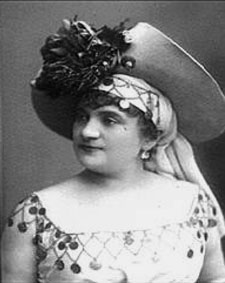
Zulma Bouffar

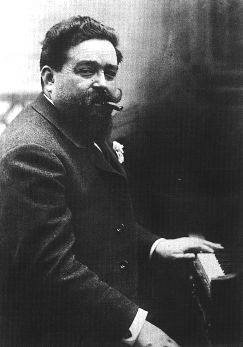
Isaac Albéniz

- 11 janvier : Karl August Hermann, écrivain, publiciste, linguiste et compositeur estonien (° 23 septembre 1851).
- 13 janvier : Wilhelm Heckel, facteur d'instruments de musique allemand († 25 janvier 1856).
- 15 janvier : Ernest Reyer, compositeur français (° 1er décembre 1823).
- 18 janvier : Robert Hausmann, violoncelliste allemand (° 13 août 1852).
- 20 janvier : Zulma Bouffar, comédienne et chanteuse française (° 28 mai 1843).
- 21 janvier : Eugène Gayrhos, pianiste et compositeur vaudois (° 4 septembre 1843).
- 2 février : Carlo Acton, pianiste et compositeur italien (° 25 août 1829).
- 7 février : Clotilde Kleeberg pianiste française (° 27 juin 1866).
- 8 février : 
  - Mieczysław Karłowicz, compositeur polonais (° 11 décembre 1876).
  - Edouard Silas, organiste, pianiste, compositeur et pédagogue néerlandais (° 22 août 1827).
- 14 février : Clément Loret, organiste, professeur, et compositeur d’origine belge, naturalisé français (° 10 octobre 1833).
- 3 mars : Raoul Madier de Montjau, violoniste et chef d'orchestre français (° 28 octobre 1841).
- 11 mars : Alexandre Beaumont, juriste, librettiste, dramaturge et romancier français (° 1er août 1827).
- 25 mars : Ruperto Chapí, compositeur espagnol de zarzuelas (° 27 mars 1851).
- 7 mai : Joachim Andersen, flûtiste, chef d'orchestre et compositeur danois (° 29 avril 1847).
- 18 mai : 
  - Isaac Albeniz, pianiste et compositeur espagnol (° 29 mai 1860).
  - August Jaeger, éditeur de musique (° 18 mars 1860).
- 24 mai : Gustave Wettge, chef de musique militaire et compositeur français (° 21 juillet 1844).
- 31 mai : Auguste Durand, organiste et éditeur français (° 18 juillet 1830).
- 1er juin : Giuseppe Martucci, compositeur, chef d'orchestre, professeur et pianiste italien (° 6 janvier 1856).
- 2 juin : Lucien Hillemacher, compositeur français (° 10 juin 1860).
- 23 juillet : Zygmunt Noskowski, pédagogue et compositeur polonais (° 2 mai 1846).
- 5 septembre : Pauline Thys, compositrice française (° 23 octobre 1835).
- 6 octobre : Dudley Buck, compositeur, organiste et écrivain musical américain (° 10 mars 1839).
- 13 octobre : Julius Ruthardt, violoniste et compositeur allemand (° 13 décembre 1841).
- 22 octobre : Jules Godart, chanteur lyrique (° 2 décembre 1877).
- 2 novembre : Hans von Rokitansky, chanteur d'opéra autrichien, basse (° 8 mars 1835).
- 8 novembre : Charles Bordes, compositeur français (° 12 mai 1863).
- 10 novembre : Ludvig Schytte, pianiste et compositeur danois (° 12 mai 1863).
- 16 novembre : Francis Thomé, pianiste et compositeur mauricien (° 28 avril 1848).
- 15 décembre : Francisco Tárrega, guitariste et compositeur espagnol (° 21 novembre 1852).
- 21 décembre : Karel Halíř, violoniste et pédagogue tchèque (° 1er février 1859).

Date indéterminée
- Ferdinando Busoni, clarinettiste et compositeur italien (° 1834).